# 日立市立図書館
日立市立図書館（ひたちしりつとしょかん）は、茨城県日立市の市立図書館の総称。
日立市が管理運営する図書館には、記念図書館、多賀図書館、十王図書館、南部図書館、移動図書館があり交流センター等図書室が4館、交流センター施設文庫が15か所ある。全館の蔵書数は、799,654冊（2024年3月31日時点）で、年間貸出数は、1,071,122冊（2023年度）である。

## サービス
（出典：）
図書館の入館や利用は誰でも可能であり無料で利用できる。
2011年（平成23年）7月より、茨城県日立市、常陸太田市、高萩市、北茨城市、福島県いわき市の5市の間で、図書館相互の広域利用（相互貸出）を開始し、各市に居住する住民は、5市にある12館・3分室で図書等を借りることができるようになった。2017年（平成29年）4月1日からは、「日立市・まち・ひと・しごと創生総合戦略」の一環として、交流人口の拡大、地域活性化推進のために利用カードの登録可能地域を全国に拡大した。
資料の返却は、市内の記念・多賀・十王・南部図書館（以下4館と略す）で行うことができ、図書館閉館時には「返却用ブックポスト」を利用することができる。
資料の検索の際は、図書館内に設置してある「検索用パソコン」で調べることができる。また、インターネット上で、資料の検索や予約をすることもできる。

### 館外貸出
（4館とも共通）
- 図書：貸出数制限なし、2週間
- 視聴覚資料：一人通算10点まで、2週間

### 開館時間
（4館とも共通）
- 水曜以外の日：9:00 - 18:00
- 水曜日：9:00 - 19:00

※水曜日が祝日法による休日と重なる場合は、18:00まで。

### 休館日

#### 記念・南部図書館
- 資料整理日：毎週最終月曜日（ただし、祝日法による休日と重なる場合は開館）

#### 多賀・十王図書館
- 資料整理日：毎月末日（ただし、土、日、祝日法による休日と重なる場合は直前の平日）

#### 4館共通
- 特別整理期間：毎年15日以内（全蔵書点検作業）
- 年末年始（毎年12月28日から1月4日）

## 歴史
- 1959年（昭和34年）9月1日 -  日立市市制施行20周年記念事業として、記念図書館建設が決定。
- 1962年（昭和37年）11月6日 -  記念図書館開館（日立市神峰町：現在の日立市教育プラザの場所）（延べ床面積1,889.99㎡　総工費59,000千円）（蔵書数1万冊：職員数14人でスタート）
- 1965年（昭和40年）5月 -  周辺地区サービス拡大のため、公民館（現：交流センター）・支所等7館に施設文庫を設置。
- 1966年（昭和41年）11月15日 -  移動図書館「たかすず号」運行開始（市内33ステーション）
- 1970年（昭和45年）5月11日 -  記念図書館多賀分館として開館（産業文化会館内）（日立市桜川町1丁目1番地）
- 1971年（昭和46年）6月 -  貸出冊数を2冊から制限冊数なしとし、貸出期間10日間を2週間に改正試行。
- 1981年（昭和56年）5月1日 -  多賀図書館開館（日立市教育会館内）（日立市末広町・現状の場所）
- 1989年（平成元年）4月1日 -  利用者登録の年齢制限撤廃。0歳より登録可能とする。
- 1990年（平成2年）1月 -  コンピュータシステムによる貸出・返却・検索等開始。
- 1990年（平成2年）11月10日 -  記念図書館が日立シビックセンター内に移転開館。
- 1992年（平成4年）11月6日 -  記念図書館創立30周年を迎える。図書館まつり、『図書館とわたし』（図書館30周年記念文集）の発行等を行う。
- 2001年（平成13年）10月1日 -  十王町立図書館（現：日立市立十王図書館）創立（旧：多賀郡十王町）
- 2001年（平成13年）10月 -  視覚障がい者への視聴覚資料郵送貸出開始。
- 2002年（平成14年）7月1日 -  ブックスタート事業開始（あかちゃんと保護者を対象にあかちゃんえほんの読み聞かせの実演や育児アドバイス集の配布・行政サービスの案内などを行う）
- 2002年（平成14年）度 - 記念図書館が「平成14年度 子どもの読書活動優秀実践図書館」として表彰される[10]。
- 2004年（平成16年）11月1日 -  日立市と十王町が合併し、記念・多賀・十王の各図書館3館体制となる。
- 2006年（平成18年）4月 -  公民館、コミニティセンター、ふれあいプラザ、交流センターを小学校の学区ごとに統合改編。これに準じて公民館・施設文庫も名称変更。
- 2006年（平成18年）4月 -  多賀図書館に「子ども読書活動推進アドバイザー1名配置し、子ども読書活動を推進する拠点館として整備を開始。
- 2007年（平成19年）4月1日 -  茨城大学学術情報局図書館と相互貸借開始（茨城大学本館・工学部・農学部）
- 2007年（平成19年）11月 -  多賀図書館に乳幼児から小学校低学年を対象とした絵本、紙芝居、図書を配架した「子ども図書室」及び「小・中学生調べ学習室兼郷土資料室」を開設。
- 2009年（平成21年）6月 -  ブックスタート配布数1万人に達する。
- 2009年（平成21年）10月 - 記念図書館参考室内に「日立市制施行70周年記念、郷土人コーナー」を設置。
- 2010年（平成22年）6月 - 記念図書館に日立製作所100周年を記念して「日立製作所コーナー」を設置。
- 2010年（平成22年）10月 - 十王図書館に「鵜」の展示コーナーを設置。全国の鵜に関する資料のうち寄贈された物を展示。
- 2011年（平成23年）3月11日 -  東日本大震災発生。日立市最大震度6強。3館とも甚大な被害を受ける。また、福島県からの避難してこられた方々の避難所（鳩ケ丘スポーツセンター）に図書の搬送等を実施。
  - 4月1日 - 十王図書館・多賀図書館(1階)が一部再開。
  - 4月10日 - 移動図書館たかすず号が運行再開。
  - 5月16日 - 記念図書館が再開。
  - 7月1日 - 多賀図書館の2階が再開。
- 2011年（平成23年）7月1日 -  市立図書館広域利用（福島県いわき市・茨城県北茨城市・高萩市・常陸太田市）を開始する。
- 2011年（平成23年）11月11日 -  多賀図書館内に「おはなし広場ふわふわ」を開設。
- 2012年（平成24年）
  - 3月 - 多賀図書館内に「日立市子ども読書活動推進センター」を開設。
  - 10月16日 - 図書館ホームページから書架資料の予約開始。
  - 11月6日 - 記念図書館創立50周年を迎える　日立市立図書館のあゆみ(日立市役所広聴広報課・JWAYの協力にて)10分間の番組を作成。記念図書館まつり及びJWAY行政放送「図書館だより」にて放映。
- 2013年（平成25年）4月25日 - 南部図書館開館（日立市内図書館4館体制となる）
- 2014年（平成26年）4月25日 - 南部図書館開館1周年を迎える。1周年記念事業を開催。
- 2015年（平成27年）度 - 多賀図書館が「平成25年度子どもの読書活動優秀実践図書館」として表彰される[11]。
- 2017年（平成29年）4月1日 - 「日立市まち・ひと・しごと創成総合戦略」の一環として、「誰でも本が借りられる図書館推進事業」を開始。利用カード登録可能地域を全国に拡大[12][13]。
- 2020年（令和2年）
  - 3月 - 新型コロナウイルス感染拡大防止のため、4館全てで臨時休館[14]。
  - 3月 - 「たかすず号」の車両を30年ぶりに新車に更新[15][16]。
- 2021年（令和3年）4月 - 4館とも開館時間が9時からとなる[17]。
- 2024年（令和6年）4月23日 - 多賀図書館が「令和6年度子供の読書活動優秀実践図書館」として文部科学大臣表彰を受賞[18][19]。

## 一覧
日立市には4館の市立図書館がある。各館の詳細については、各ページを参照してほしい。
| 名称               | 郵便番号 | 所在地          |
| ------------------ | -------- | --------------- |
| 日立市立記念図書館 | 317-0071 | 幸町1-21-1      |
| 日立市立多賀図書館 | 316-0006 | 末広町1-1-4     |
| 日立市立十王図書館 | 319-1304 | 十王町友部202-1 |
| 日立市立南部図書館 | 319-1222 | 久慈町3-24-1    |

### 館外サービス

#### 移動図書館
- 「たかすず号」
  - 2020年（令和2年）3月に第5代移動図書館車に更新。約3000冊を所蔵。市内各地を巡回[20][21]。

#### 交流センター等図書室
（出典：）
- 日高交流センター（交流センター1階） 
  - 蔵書数：7,462冊（2024年1月31日時点）
- 大沼交流センター（交流センター1階） 
  - 蔵書数：8,366冊（2024年1月31日時点）
- 水木交流センター（交流センター1階） 
  - 蔵書数：9,807冊（2024年1月31日時点）
- 南部支所図書室（多目的室正面玄関入口）
  - 蔵書数：5,644冊（2024年1月31日時点）

#### 交流センター・施設文庫
（出典：）
- 豊浦交流センター
- 田尻交流センター
- 滑川交流センター
- 中里交流センター
- 助川交流センター
- 会瀬交流センター
- 会瀬青少年の家
- 成沢交流センター
- 河原子交流センター
- 塙山交流センター
- 金沢交流センター（いきいき金沢文庫）
- 大みか交流センター
- 久慈交流センター
- 久慈川日立南交流センター
- 老人福祉センター吹上壮

#### 日立市電子書籍貸出サービス
（出典：）
2021年（令和3年）7月20日よりサービスを開始。市内に居住しているか、もしくは市内に通勤・通学しており、黄色の利用カードを持っている人のみ利用できる。
- 貸出点数：1点
- 貸出期間：7日間

## 記念図書館
日立市立記念図書館は、日立市幸町1丁目21番1号（日立シビックセンター1階）にある日立市立図書館のひとつである。
1962年に開館し、1990年に日立シビックセンターに移転した。蔵書数298,737冊2024年3月31日時点）、利用冊数259,037冊（2023年度）となっており、日立市立図書館の中では、最も大きな規模となっている。

## 多賀図書館
日立市立多賀図書館は、日立市末広町1丁目1番4号にある日立市立図書館のひとつである。
1970年に開館し、1981年に現在の場所に移転した。蔵書数133,941冊（2024年3月31日時点）、利用冊数236,271冊（2023年度）となっている。

## 十王図書館
日立市立十王図書館は、日立市十王町友部202番地1にある日立市立図書館のひとつである。
2001年に旧多賀郡十王町の「十王町立図書館」として開館し、2004年の日立市と十王町の合併に伴い、「日立市立十王図書館」となった。蔵書数108,270冊（2024年3月31日時点）、利用冊数196,272冊（2023年度）となっている。

## 南部図書館
日立市立南部図書館は、日立市久慈町3丁目24番1号にある日立市立図書館のひとつである。
2013年に旧日立電鉄線久慈浜駅跡地に開館した。蔵書数110,673冊（2024年3月31日時点）、利用冊数248,077冊（2023年度）となっている。